# Мезон Алфор
Мезон Алфор (фр. Maisons-Alfort) град је у Француској у Париском региону, у департману Долина Марне.
По подацима из 2006. године број становника у месту је био 53.233.

## Демографија
| 1962.  | 1968.  | 1975.  | 1982.  | 1990.  | 1999.  | 2006.  | 2011.  |
| ------ | ------ | ------ | ------ | ------ | ------ | ------ | ------ |
| 51.186 | 53.149 | 54.146 | 51.065 | 53.375 | 51.103 | 53.233 | 53.265 |

## Партнерски градови
- Морс